# Ivan Vitez od Sredne
Ivan Vitez od Sredne (Sredna, pokraj Križevaca, 1405. ili 1408. – Ostrogon, 1472.) (madžarski: Vitéz János) jedan od najpoznatijih hrvatskih humanista, ostrogonski nadbiskup i ugarski primas, diplomat, latinist, matematičar, astrolog i astronom.

## Životopis
Pripadao dijelu roda Viteza (rod je živio na prostoru Podravine i Bilogore - Komarnička županija). Otac mu je bio tajnik palatina Ugarskog Kraljevstva (1446. – 1452.) Janka Hunjadija, oca Matijaša Korvina. Mati mu je bila iz obitelji Garázda, nazvane po Goraždu u Bosni, odakle je bila podrijetlom.
Studije prava završio je u Padovi i Bologni, gdje je stekao znanje iz područja fizike, astronomije i alkemije, a školovao se i u Beču. Neko vrijeme (oko 1437.) bio je kanonik-kustos u Zagrebu i u tom razdoblju pridonosi uspostavljanju veza izmeðu Zagreba i tada vrlo važnih kulturnih i znanstvenih središta u Italiji. Zatim je otišao u Ugarsku, gdje je bio odgojitelj, a potom i kancelar Matijaša Korvina, ali i glavna politička ličnost na njegovu dvoru. To mu je omogućilo napredovanje u karijeri pa je postavljen i za primasa Ugarske.
Bio je odličan latinist, organizator, inicijator i mecena korvinovskog humanističkog kruga. Osnovao je akademiju, skriptorij i knjižnicu u Budimu te sveučilište u Požunu (danas Bratislava u Slovačkoj). Potkraj života bio je inicijator bune koja je u Hrvatskoj i Ugarskoj izbila protiv kralja Matijaša Korvina, zbog čega je naposljetku izgubio povlastice i imanja.